# Benedict (Dakota del Nord)
Benedict és una població dels Estats Units a l'estat de Dakota del Nord. Segons el cens del 2000 tenia 53 habitants.

## Demografia
Segons el cens del 2000, Benedict tenia 53 habitants, 22 habitatges, i 13 famílies. La densitat de població era de 81,9 hab./km².
Dels 22 habitatges en un 27,3% hi vivien nens de menys de 18 anys, en un 59,1% hi vivien parelles casades, en un 4,5% dones solteres, i en un 36,4% no eren unitats familiars. En el 27,3% dels habitatges hi vivien persones soles el 13,6% de les quals corresponia a persones de 65 anys o més que vivien soles. El nombre mitjà de persones vivint en cada habitatge era de 2,41 i el nombre mitjà de persones que vivien en cada família era de 2,79.
Per edats la població es repartia de la següent manera: un 18,9% tenia menys de 18 anys, un 5,7% entre 18 i 24, un 22,6% entre 25 i 44, un 20,8% de 45 a 60 i un 32,1% 65 anys o més.
L'edat mediana era de 46 anys. Per cada 100 dones de 18 o més anys hi havia 104,8 homes.
La renda mediana per habitatge era de 32.188 $ i la renda mediana per família de 10.625 $. Els homes tenien una renda mediana de 36.250 $ mentre que les dones 16.250 $. La renda per capita de la població era de 22.303 $. Entorn del 40% de les famílies i el 21,9% de la població estaven per davall del llindar de pobresa.

## Poblacions més properes
El següent diagrama mostra les poblacions més properes.